# Занис, Ян Семёнович
Ян (Яков) Семёнович Занис (1934 — 2015) — советский и российский архитектор. Заслуженный архитектор Российской Федерации.

## Биография
Родился в 1934 году в Баку, в семье Семёна Яковлевича Заниса (1905—1967).
Работал главным архитектором проектов института «Ростовгражданпроект» (1957—1989), фирмы «Зодчий» (1990—1992), руководителем творческой мастерской Ростовской организации Союза архитекторов России.
До 2015 — руководитель индивидуального частного предприятия «Творческая мастерская архитектора Заниса Я. С.».
В Ростове спроектировал Донскую государственную публичную библиотеку (включая горельеф из армянского туфа), детальную планировку Западного и Северного жилых массивов, Дом мод, Дворец бракосочетаний.
Разработал генеральный план города Цимлянска Ростовской области.

## Некоторые произведения
- Стела комсомольцам Дона
- Мемориальный комплекс «Клятва поколений» в городе Батайске.
- Мемориальный комплекс погибшим аютинцам в Великой Отечественной войне (пос. Аютинский).
- Монументальный памятник, посвященный будённовцам, разгромившим крупные соединения белогвардейской конницы (станица Егорлыкская).
- Памятник «Преемственность поколений» (на проспекте Стачки Ростова-на-Дону).
- Памятник героическим подвигам донских казаков (в Ленинском районе Ростова-на-Дону).
- Донская государственная публичная библиотека , Ростов-на-Дону
- Памятник воинам-интернационалистам (город Батайск, 1990 г.)